# Парламентские выборы в Словении (2022)
Парламентские выборы в Словении прошли 24 апреля 2022 года. Избиратели выбрали депутатов Государственного собрания Словении.
88 депутатов избирается по пропорциональной системе с барьером заграждения 5 %. Вся территория Словении распределена на 8 округов, в каждом по 11 подокругов. Каждый избранный депутат представляет какой-нибудь подокруг. От каждого округа избирается по 11 депутатов. Распределение депутатов по подокругам внутри округа определяется по итогам выборов. Кроме того, 2 депутата избираются от итальянского и венгерского меньшинств.

## Контекст
Основное соревнование проходило между партией Словенская демократическая партия во главе с Янеза Янши и левоцентристской партией «Движение „Свобода“» во главе с Робертом Голобом. В итоге уверенную победу одержала «Свобода», которая сможет сформировать правительство в коалиции с социал-демократами и левыми.

## Голосование
Избирательные участки открылись в 8:00 (10:00 по московскому времени) и длились до 19:00 (21:00 по московскому времени).

## Результаты
В парламент прошли представители 5 партий.
| 223.984x223.984px                 |                                             |           |       |      |       |
| Партия/альянс                     | Партия/альянс                               | Голосов   | %     | Мест | +/-   |
|                                   | Движение «Свобода»                          | 406 761   | 34,53 | 41   | Новая |
|                                   | Словенская демократическая партия           | 277 094   | 23,52 | 27   | +2    |
|                                   | Новая Словения — Христианские демократы     | 80 757    | 6,86  | 8    | +1    |
|                                   | Социал-демократы                            | 78 393    | 6,66  | 7    | -3    |
|                                   | Левые                                       | 51 662    | 4.39  | 5    | -4    |
|                                   | Список Марьяна Шареца                       | 43 885    | 3,73  | 0    | -13   |
|                                   | Povežimo Slovenijo                          | 40 270    | 3,42  | 0    | -10   |
|                                   | Словенская национальная партия              | 17 606    | 1,49  | 0    | -4    |
|                                   | Демократическая партия пенсионеров Словении | 7582      | 0,64  | 0    | -5    |
|                                   | Итальянское и венгерское меньшинство        |           |       | 2    | 0     |
| Пустые и недействительные голоса  | Пустые и недействительные голоса            | 10 858    | 0,91  | -    | -     |
| Всего                             | Всего                                       | 1 177 906 | 100   | 90   | 0     |
| Зарегистрировано избирателей/Явка | Зарегистрировано избирателей/Явка           | 1 695 771 | 70,05 | -    | -     |
| Источник: Volitve (99.98 %)       |                                             |           |       |      |       |